# Sant Jan d'Octavion
Chastilhon (Châtillon-Saint-Jean en francès) és un municipi francès situat al departament de la Droma i a la regió d'Alvèrnia-Roine-Alps. L'any 2007 tenia 1.194 habitants.

## Demografia

### Població
El 2007 la població de fet de Châtillon-Saint-Jean era de 1.194 persones. Hi havia 443 famílies de les quals 87 eren unipersonals (37 homes vivint sols i 50 dones vivint soles), 124 parelles sense fills, 207 parelles amb fills i 25 famílies monoparentals amb fills.
La població ha evolucionat segons el següent gràfic:
Habitants censats

### Habitatges
El 2007 hi havia 473 habitatges, 445 eren l'habitatge principal de la família, 13 eren segones residències i 14 estaven desocupats. 433 eren cases i 39 eren apartaments. Dels 445 habitatges principals, 352 estaven ocupats pels seus propietaris, 84 estaven llogats i ocupats pels llogaters i 9 estaven cedits a títol gratuït; 6 tenien dues cambres, 61 en tenien tres, 125 en tenien quatre i 253 en tenien cinc o més. 231 habitatges disposaven pel capbaix d'una plaça de pàrquing. A 160 habitatges hi havia un automòbil i a 249 n'hi havia dos o més.

### Piràmide de població
La piràmide de població per edats i sexe el 2009 era:
| Homes | Edats   | Dones |
| ----- | ------- | ----- |
| 0     | 95 o +  | 0     |
| 4     | 90 a 94 | 4     |
| 4     | 85 a 89 | 20    |
| 4     | 80 a 84 | 8     |
| 36    | 75 a 79 | 28    |
| 8     | 70 a 74 | 24    |
| 12    | 65 a 69 | 20    |
| 36    | 60 a 64 | 12    |
| 16    | 55 a 59 | 28    |
| 44    | 50 a 54 | 24    |
| 40    | 45 a 49 | 28    |
| 24    | 40 a 44 | 32    |
| 20    | 35 a 39 | 36    |
| 40    | 30 a 34 | 20    |
| 24    | 25 a 29 | 32    |
| 4     | 20 a 24 | 12    |
| 48    | 15 a 19 | 20    |
| 20    | 10 a 14 | 48    |
| 32    | 5 a 9   | 12    |
| 12    | 0 a 4   | 16    |

## Economia
El 2007 la població en edat de treballar era de 734 persones, 546 eren actives i 188 eren inactives. De les 546 persones actives 497 estaven ocupades (274 homes i 223 dones) i 49 estaven aturades (23 homes i 26 dones). De les 188 persones inactives 73 estaven jubilades, 60 estaven estudiant i 55 estaven classificades com a «altres inactius».

### Ingressos
El 2009 a Châtillon-Saint-Jean hi havia 433 unitats fiscals que integraven 1.168,5 persones, la mediana anual d'ingressos fiscals per persona era de 18.027 €.

### Activitats econòmiques
Dels 61 establiments que hi havia el 2007, 1 era d'una empresa extractiva, 1 d'una empresa alimentària, 1 d'una empresa de fabricació de material elèctric, 2 d'empreses de fabricació d'altres productes industrials, 11 d'empreses de construcció, 13 d'empreses de comerç i reparació d'automòbils, 2 d'empreses de transport, 2 d'empreses d'hostatgeria i restauració, 1 d'una empresa d'informació i comunicació, 2 d'empreses financeres, 2 d'empreses immobiliàries, 9 d'empreses de serveis, 12 d'entitats de l'administració pública i 2 d'empreses classificades com a «altres activitats de serveis».
Dels 16 establiments de servei als particulars que hi havia el 2009, 1 era una oficina de correu, 3 tallers de reparació d'automòbils i de material agrícola, 4 guixaires pintors, 3 fusteries, 1 lampisteria, 1 empresa de construcció, 1 perruqueria i 2 restaurants.
Dels 2 establiments comercials que hi havia el 2009, 1 era una botiga de menys de 120 m² i 1 una fleca.
L'any 2000 a Châtillon-Saint-Jean hi havia 42 explotacions agrícoles que ocupaven un total de 748 hectàrees.

## Equipaments sanitaris i escolars
L'únic equipament sanitari que hi havia el 2009 era una farmàcia.
El 2009 hi havia 1 escola maternal i 1 escola elemental.

## Poblacions més properes
El següent diagrama mostra les poblacions més properes.